# Heterischnus japonicus
Heterischnus japonicus là một loài tò vò trong họ Ichneumonidae.